# Eusparassus nigrichelis
Eusparassus nigrichelis là một loài nhện trong họ Sparassidae.
Loài này thuộc chi Eusparassus. Eusparassus nigrichelis được Embrik Strand miêu tả năm 1906.